# École secondaire Eulalie-Durocher
 (janvier 2023).
L'école secondaire Eulalie-Durocher est une école mixte publique secondaire francophone située dans l'arrondissement Mercier-Hochelaga-Maisonneuve à Montréal. Faisant partie du Centre de services scolaire de Montréal (CSSDM), elle appartenait à l'origine à la commission scolaire catholique Commission des écoles catholiques de Montréal (CECM) avant la réorganisation en 1998 des commissions scolaires des communautés religieuses en communautés linguistiques au Québec. En 2019, l'école compte 748 élèves.

## Histoire
D'abord établie en 1961, cette école a été construite sur le terrain d'une autre école, l'Académie La Salle, démolie par un incendie en 1914.
L'école porte le nom de Marie-Rose Durocher, née Eulalie Durocher (1811-1849), éducatrice catholique québécoise qui a fondé les Sœurs des saints Noms de Jésus et de Marie. Elle a été béatifiée (confère le titre « bienheureuse ») par l'Église catholique romaine par décret du pape Jean-Paul II en 1982.

## École et installations
L'établissement est moderne, a trois étages avec beaucoup de fenêtres recouvertes de briques brunes et quelques insertions en béton. Il contient principalement des salles de classe régulières, des salles pour les laboratoires informatiques, des laboratoires de sciences, une cafétéria, un café étudiant, une bibliothèque, une Coop, une salle de musculation et un auditorium. L'école comprend également un petit gymnase et, à l'extérieur, un terrain de basket et un terrain de football. Il y a aussi une station de radio en partenariat avec CIBL.

## Programmes et services
L'école offre un programme pour les élèves de la 3e, 4e et 5e année du secondaire jusqu'à 21 ans pour les décrocheurs de 16 à 21 ans. L'école propose des programmes d'études à temps plein et à temps partiel dans le cadre du programme d'enseignement général. Depuis 2016[Depuis quand ?]  il y a en moyenne 45 enseignants et environ de 700 à 1 000 étudiants,,.
Des services professionnels sont offerts aux élèves : éducateurs spécialisés, psychoéducateur, spécialiste de l'éducation, enseignants-ressources, infirmière, conseiller d'orientation, etc.

## Activités
- Fête de la rentrée
- Basket-ball
- Bataille de livres
- Échecs
- Spectacle de Noël
- Hockey en salle
- Semaine française
- Bal de graduation
- Halloween
- Théâtre d'improvisation
- Gala Méritas
- Films
- Semaine multiculturelle
- Ateliers du midi
- Sports de plein air
- Semaine de l'éducation physique
- Le soccer
- Sortie cabane à sucre
- Musculation
- Fête de fin d'année
- Cross-Fit
- Yoga
- Escalade